# John C. McGinley
John Christopher McGinley (New York, 3. kolovoza 1959.), američki glumac, scenarist i producent, najpoznatiji po ulozi dr. Perryja Coxa u humorističnoj seriji Stažist.

## Životopis
McGinley se rodio u New Yorku, kao sin Patricije, učiteljice i Geralda, brokera na burzi. U obitelji je bilo petero djece. Johnov djed s očeve strane bio je Irac. Obitelj se iz četvrti Greenwich Village preselila u Millburn, New Jersey, gdje je John pohađao srednju školu. Kasnije je i diplomirao na prestižnim fakultetima.
Glumačka karijera traje mu od 1986. godine, a do sada je snimio četrdesetak ostvarenja. Poznat je karakterni glumac i većinom je glumio u sporednim ulogama. Najpamtljivije su mu uloge dr. Perryja Coxa u seriji Stažist postaje NBC i narednika Reda O'Neilla u filmu Vod smrti, kojeg je režirao Oliver Stone.
John C. McGinley se ženio dva puta i ima dvoje djece, sina Maxa iz prvog braka te kćer Billie Grace. Sinu Maxu dijagnosticiran je Downov sindrom, stoga John u Stažistu nosi narukvicu kao znak potpore roditeljima čija djeca boluju od ovog poremećaja. Blizak je prijatelj s glumcima Willemom Dafoeom i Johnom Cusackom.

## Vanjske poveznice
- John C. McGinley u internetskoj bazi filmova IMDb-u (engl.)
- Službene web-stranice serije Stažist